# Río Konawaruk
El río Konawaruk (en inglés Konawaruk River) es un río en Guyana occidental. Es unos de los ríos tributarios del río Esequibo, que se junta justo en la boca sur del río Potaro con este último (5°18′N, 58°55′O)
La minería especialmente la del oro, es la industria primaria a lo largo del río. La contaminación derivada de los procesos de extracción, incluyendo el uso del dragado ha tenido un efecto severo en la ecología del río y lugar.
- Datos: Q6428895